# Spišské párky
Spišské párky  jsou druhem párků, které pocházejí ze slovenského městečka Spišské Podhradí (mäsiarsky majster Štefan Varsányi) kde se vyráběly od počátku 20. století. Dělaly se z hovězího a vepřového masa a jejich receptura byla založená na citlivém míchání koření, hlavně sladké a pálivé papriky.  Od poloviny 20. století byla v Československu přijata závazná norma, která stanovila složení surovin a vymezovala způsob výroby.
Od počátku 90. let 20. století, kdy byly zrušeny normy na masné výrobky, se jejich kvalita zhoršila. Do párků se začala přidávat např. voda, vepřová kůže, vepřové sádlo, hovězí lůj, bramborový škrob, soja, rostlinná vláknina, mléčná bílkovina, želatina atd., které tak zlevňují výrobu.
Od roku 2011 jsou Spišské párky zařazeny nařízením Komise (EU) č. 159/2011 ze dne 21. února 2011 do rejstříku zaručených tradičních specialit.